# Wolfgang Ehmke (Politiker)
Wolfgang Ehmke (* 5. Januar 1946 in Kolzow-Wartow, bei Wolin) ist ein deutscher Agrarbiologe und Politiker (Die Grünen).

## Leben
Ehmke ging auf das Gymnasium in Waiblingen und absolvierte nach dem Abitur 1965 den Wehrdienst und blieb noch bis 1969 bei der Bundeswehr. Nach einem landwirtschaftlichen Praktikum studierte er ab 1970 Agrarbiologie an der Universität Stuttgart-Hohenheim. Im Jahr 1974 wurde er diplomiert und 1977 promoviert. Von 1976 an war er Referatsleiter für ökologische Grundlagen an der Landesanstalt für Umweltschutz Baden-Württemberg in Karlsruhe.
Ehmke ist Mitglied des Bundes für Umwelt und Naturschutz Deutschland (BUND) und trat 1980 der Partei Die Grünen bei. Er wurde bei der Bundestagswahl 1983 in den Deutschen Bundestag gewählt, wo er Mitglied im Innenausschuss war. Gemäß dem damaligen Rotationsprinzip der Grünen gab er nach zwei Jahren am 28. März 1985 sein Mandat ab, sein Nachrücker war Udo Tischer.
Von 1986 bis 1999 leitete er die Naturschutzabteilung im Hessischen Umweltministerium. Seitdem ist er kommunalpolitisch und ehrenamtlich im Naturschutz aktiv. 2009 gründete er die umweltorientierte Bürgerstiftung Unser Land! Rheingau und Taunus (www.buergerstiftung-rheingau-taunus.de), die er als Vorstandsvorsitzender leitet.

## Schriften (Auswahl)
- Rüdiger Wittig, Wolfgang Ehmke, Andreas König und Michael Uebeler (Hrsg.): Taunusflora. Ergebnisse einer Kartierung im Vortaunus, Hohen Taunus und kammnahen Hintertaunus. Botanische Vereinigung für Naturschutz in Hessen e.V., Frankfurt am Main 2022, ISBN 978-3-00-071156-5.